# Prowincja Konstantyna
Prowincja Konstantyna (arab. ولاية قسنطينة) – jedna z 48 prowincji Algierii, znajdująca się w północno-wschodniej części kraju.